# Will Johnson (rugbista 1984)
William Drew Johnson (Orange, 29 maggio 1984) è un rugbista a 15 statunitense, che milita in Inghilterra nei London Irish.

## Biografia
Nativo di Orange, in California, Will Johnson è laureato in economia, titolo conseguito ad Harvard nel 2006; nel periodo accademico aveva rappresentato la sua università nell'incontro annuale di football americano contro Yale.
Dopo la laurea Johnson sostenne un provino con i Cincinnati Bengals e i New England Patriots, senza esito; tornato in California per lavoro, si convertì quasi subito al rugby a 15 e militò nell'Olympic Club di San Francisco, dove fu notato da un allenatore che aveva studiato e giocato in Inghilterra: questi lo segnalò a Steve Hill, allenatore della squadra di rugby dell'Università di Oxford, la quale offrì a Johnson una borsa di specializzazione in storia sociale e dell'economia.
In Inghilterra, oltre alla squadra universitaria, Johnson militò anche negli Oxford Harlequins.
Nel maggio 2009 giunse anche la convocazione per le Eagles, la Nazionale statunitense, per un test match contro l'Irlanda a Santa Clara; due settimane dopo, a Chicago, fu schierato anche contro il Galles.
A fine anno, dopo i due incontri di qualificazione alla Coppa del Mondo di rugby 2011 entrambi vinti contro l'Uruguay, Johnson fu convocato per l'annuale match tra le università di Oxford e di Cambridge in programma a dicembre a Twickenham, entrando a far parte del piccolo gruppo di statunitensi ad aver mai disputato il Varsity Match.
Dalla stagione 2010-11 milita nei London Irish.